# Simulium rotundum
Simulium rotundum är en tvåvingeart som beskrevs av Gibbins 1936. Simulium rotundum ingår i släktet Simulium och familjen knott. Inga underarter finns listade i Catalogue of Life.